# 徐勃
徐勃（?—?），一作徐敦。西汉齐国（治今山东淄博市临淄）人，汉武帝农民起义领袖。
汉武帝时战争频繁，加重了农民赋税徭役负担。赋税徭役沉重，广大农民生活极端痛苦，相继破产流亡。农民不堪忍受，天汉二年（前99年），徐勃在泰山郡（山东泰安东北）、琅邪郡（山东诸城）一带聚众起义。他们攻城克邑，夺取兵器，阻山攻城，缚辱郡守都尉，诛杀官吏。所到处没释放被囚禁的农民，下令乡县奉献食物，没收地主财产，作檄文告各县为其准备给养。当地官军不能制，声势之大，震动全国。与此同时，南阳的梅免、百政，楚国的段中、杜少，燕赵之间的坚卢、范主纷纷响应。汉武帝派暴胜之、范昆等人衣绣衣持节，以虎符发兵，派诸部都尉及绣衣御史督郡县合兵镇压，又颁布《沉命法》，进行残酷镇压。徐勃终于被击溃。